# Tapura Huiraatira
Il Tapura Huiraatira (che in tahitiano può significare Lista del Popolo) è un partito politico autonomista della Polinesia francese fondato il 20 febbraio 2016 basato sul nome dell'omonimo gruppo parlamentare all'Assemblea della Polinesia francese. Il suo presidente è Édouard Fritch.

## Fondazione
Al primo congresso di fondazione hanno partecipato in particolare 38 sindaci polinesiani, vale a dire Marcelin Lissan (Huahine) e Dauphin Domingo (Hitiaa O Te Ra), Michel Buillard (Papeete), Philip Schyle (Arue), Damas Teuira (Mahina), Anthony Jamet ( Taiarapu-Est), Wilfred Tevaearii (Taiarapu-Ouest), Tearii Alpha (Teva I Uta), Putai Taae (Papara), Jacqui Graffe (Paea), Rony Tumahai (Punaauia), Gaston Tong Sang (Bora Bora), Cyril Tetuanui (Tumaraa), Céline Temataru (Tahaa), Frédéric Riveta (Rurutu), Joachim Tevaatua (Raivavae), Hirama Hatitio (Rimatara), Benoit Kautai (Nuku Hiva), Nestor Ohu (Ua Huka), Félix Tokoragi (Makemo), Vai Gooding (Rikitea), Ernest Teagai (Tatakoto), Raymond Tekurio (Hikueru), Calixte Yip (Anaa), Mareta Mapu (Fangatau), Mautaina Taki (Napuka), Philomène Tokoragi (Nukutavake), Thérèse Ly (Reao), Tevahine Brander (Tureia), Teapehu Teahe (Takaroa), Teina Maraeura (Rangiroa), Tuhoe Tekurio (Fakarava), Reupena Taputuarai (Arutua) e Liz Haoatai (Manihi).

## Logo
Il logo del Tapura Huiraatira ha caratteristiche tipiche polinesiane come la canoa (rivolta verso est),con due vele e cinque passeggeri che simboleggiano i cinque arcipelaghi.

## Politica
Il partito ha sostenuto François Fillon per le elezioni presidenziali del 2017, tuttavia, in seguito l'elezione di Emmanuel Macron, pur mantenendo l'etichetta Union of Democrats and Independents (UDI) e il sostegno dei Repubblicani, tre candidati legislativi si sono presentati come parte della maggioranza presidenziale e sono stati supportati nel secondo turno di elezioni. Il partito ha vinto le elezioni territoriali polinesiane del 2018 con il 49,18% dei voti.

## Risultati elettorali
| Anno | 1º Turno | 1º Turno | 1º Turno  | 2º Turno | 2º Turno | 2º Turno  | Seggi   |
| ---- | -------- | -------- | --------- | -------- | -------- | --------- | ------- |
| 2018 | Voti     | %        | Posizione | Voti     | %        | Posizione | 38 / 57 |
| 2018 | 53 795   | 43,04    | 1º        | 66 730   | 49,18    | 1º        | 38 / 57 |

## Organizzazione interna
- Presidente: Édouard Fritch
- Primo vicepresidente: Teva Rohfritsch
- Vicepresidenti: Philip Schyle, Rony Tumahai, Jacqui Graffe, Gaston Tong Sang, Frédéric Riveta, Benoît Kautai, Teapehu Teahe, Vai Gooding
- Segretario Generale: Nicole Bouteau
- Vice membro SG: Jean-Claude Tang, Comunicazione: Jérôme Jannot, Logistica: Enoch Laughlin, Taurea (Federazione giovanile): Naumi Mihuraa, referente socio-professionale: Michel Dudes
- Tesoriere: Dylma Aro
- Parlamentari: Maina Sage (deputato), Nicole Sanquer (deputato), Lana Tetuanui (portavoce, senatore), Nuihau Laurey (senatore)
- Gruppo in assemblea: presidente: Tepuarauri Teriitahi, vicepresidenti: Michel Buillard e Gaston Tong Sang (presidente dell'assemblea)